# Ariamnes waikula
Ariamnes waikula là một loài nhện trong họ Theridiidae.
Loài này thuộc chi Ariamnes. Ariamnes waikula được miêu tả năm 2007 bởi Gillespie & Rivera.